# 가시쥐아과
가시쥐아과(Echimyinae)는 가시쥐과에 속하는 설치류 아과의 하나이다. 현존하는 9개 속으로 이루어져 있다.

## 하위 속
| - 오색나무쥐속 (Callistomys) - 가시쥐속 (Diplomys) - 가시나무쥐속 (Echimys) - 붓꼬리쥐속 (Isothrix) - 갑옷나무쥐속 (Makalata) | - 반점가시나무쥐속 (Pattonomys) - 대서양나무쥐속 (Phyllomys) - 붉은관나무쥐속 (Santamartamys) - 자이언트나무쥐속 (Toromys) |